# Akiko Shikata
Akiko Shikata (志方あきこ Shikata Akiko?) es una cantautora y compositora proveniente de Japón conocida por escribir canciones para juegos y animes. Su fama se debe a su contribución a los juegos Ar tonelico, Shadow Hearts y Umineko no Naku Koro ni, además de las adaptaciones de anime de Umineko no Naku Koro ni y Tales of Symphonia.

## Biografía
Shikata nació en Tokio un 7 de enero. Desarrolló un interés en la música desde muy pequeña, debido a que cantaba constantemente con su madre. Primero se interesó en las canciones de 'Minna no Uta' (un programa de Radio), consiguientemente aprendió a tocar música clásica en piano. 
En 2001 formó la discografía independiente Vagrancy relacionada con la música dōjin. Originalmente no tenía la intención de cantar, pero se sintió insatisfecha creando canciones a base de un sintetizador.
En ese mismo año, lanzó su debut Midori no Mori de Nemuru Tori, a través de su sitio web. En los años siguientes, lanzó varios trabajos (más que todo álbumes instrumentales realizados con una caja de música) a través de este. Su primer álbum completo Haikyo to Rakuen (2003) encabezó las listas en el sitio de descarga de música independiente Muzie por 24 meses. Ese año, trabajó para el soundtrack del juego independiente "Hanakisō", su primer gran trabajo relacionado con los juegos.
En el 2004, hizo su primer tour en vivo. En el 2005, debutó como artista de gran disquera en Hats Unlimited dirigido por el violinista Taro Hakase. Su asociación con la disquera la llevó a participar en la banda sonora de varios juegos, como Shadow Hearts: From the New World y Ar tonelico: Melody of Elemia. Shikata continua a trabajar con la franquicia Ar tonelico, componiendo música para el segundo y tercer juego. 
Su segundo álbum en un sello discográfico importante, Raka, fue lanzado en 2006. Incluyó varias canciones de juegos (dos canciones usadas en Hanakisō, además de una modificación en la canción utilizada en Ar tonelico, "Utau Oka  (謳う丘～(EXEC_HARVESTASYA/.～ Expressive Hill?)). Fue el primer álbum de ella que llegó a los Top 40, alcanzando el puesto #34 en las listas de álbumes de Oricon.
En 2007, se asoció al juego Umineko no Naku Koro ni, lanzando un disco con música del juego (incluyendo el opening). Este fue el primer lanzamiento que alcanzó los top 30. En el 2009, su tercer álbum Harmonia quedó en el top 20.
En 2009, Shikata realizó su primer movimiento en música para Anime,con su primer single  "Katayoku no Tori" siendo usado como opening en el anime de Umineko no Naku Koro ni. En el 2010 su segundo single "Inori no Kanata", se usó como ending en el anime de Tales of Symphonia.
En 2015, su tema "Akatsuki" fue usado para el segundo ending del anime Akatsuki no Yona.

## Discografía
| - 2001: Midori no Mori de Nemuru Tori (EP) - 2003: Haikyo to Rakuen - 2005: Navigatoria - 2006: Raka - 2009: Harmonia - 2013: Turaida (album) - 2003: Hanakisō Sound Tracks - 2008: Umineko no Naku Koro ni (EP) - 2007: Istoria: Musa - 2008: Kara*Cola: Hymmnos Orgel Collection - 2010: Utau Oka: Ar=ciel Ar=dor - 2011: Byakumu no Mayu ~Ricordando il Passato~ - 2011: Istoria ~Kalliope~ - 2012: Istoria ~Kalliope~ Orgel Collection - 2012: Laylania | - 2002: Petit Fours (music box) - 2003: Horizon Blue (music box) - 2003: Kurenawi (instrumental) - 2004: Viridian (music box) - 2005: Wisteria (music box) - 2007: Kalliope: Piano Concert (piano) - 2007: Hanakisō Koukyoukyoku (orchestra) - 2009: Fluff: Orgel Arrange Mini Album (EP) (music box) - 2010: Nijiiro Crayon: Orgel Arrange Mini Album (EP) (music box) - 2011: lirica: Orgel Arrange Mini Album (EP) (music box) - 2009: Katayoku no Tori - 2010: Inori no Kanata - 2011: Utsusemi |